# 1ª Divisão 2003-2004 (hockey su pista)
La 1ª Divisão 2003-2004 è stata la 64ª edizione del torneo di primo livello del campionato portoghese di hockey su pista. La competizione è iniziata l'11 ottobre 2003 e si è conclusa il 26 giugno 2004. Il torneo è stato vinto dal Porto per la tredicesima volta nella sua storia.

## Stagione

### Formula
La 1ª Divisão 2003-2004 vide ai nastri di partenza quattordici club; la manifestazione fu organizzata con un girone all'italiana, con gare di andata e ritorno per un totale di 26 giornate: erano assegnati tre punti per l'incontro vinto e un punto a testa per l'incontro pareggiato, mentre non ne era attribuito nessuno per la sconfitta. Al termine della stagione regolare le prime sei squadre classificate disputarono la poule per il titolo con la medesima formula della prima fase; la vincitrice venne proclamata campione del Portogallo. Le squadre classificate dal settimo al quattordicesimo posto disputarono invece la poule salvezza dove le ultime tre classificate retrocedettero direttamente in 2ª Divisão, il secondo livello del campionato.

## Classifica stagione regolare
|  | Pos. | Squadra           | Pt | G  | V  | N | P  | GF  | GS  | DR  |
|  | ---- | ----------------- | -- | -- | -- | - | -- | --- | --- | --- |
|  | 1.   | Barcelos          | 69 | 26 | 22 | 3 | 1  | 158 | 64  | +94 |
|  | 2.   | Porto             | 62 | 26 | 20 | 2 | 4  | 139 | 54  | +85 |
|  | 3.   | Oliveirense       | 54 | 26 | 16 | 6 | 4  | 102 | 64  | +38 |
|  | 4.   | Paço de Arcos     | 52 | 26 | 17 | 1 | 8  | 98  | 67  | +31 |
|  | 5.   | Portosantese      | 52 | 26 | 16 | 4 | 6  | 78  | 47  | +31 |
|  | 6.   | Juventude Viana   | 47 | 26 | 15 | 2 | 9  | 124 | 107 | +17 |
|  | 7.   | Benfica           | 39 | 26 | 12 | 3 | 11 | 79  | 77  | +2  |
|  | 8.   | Gulpilhares       | 33 | 26 | 11 | 0 | 15 | 80  | 101 | -21 |
|  | 9.   | Nortecoope        | 31 | 26 | 8  | 7 | 11 | 81  | 95  | -14 |
|  | 10.  | Académico Cambra  | 23 | 26 | 7  | 2 | 17 | 65  | 99  | -34 |
|  | 11.  | Sanjoanense       | 21 | 26 | 6  | 3 | 17 | 67  | 100 | -33 |
|  | 12.  | Oeiras            | 19 | 26 | 5  | 4 | 17 | 83  | 122 | -39 |
|  | 13.  | Nafarros          | 12 | 26 | 3  | 3 | 20 | 61  | 133 | -72 |
|  | 14.  | Infante de Sagres | 12 | 26 | 4  | 0 | 22 | 70  | 155 | -85 |

Legenda:
  Partecipa alla poule titolo.
  Partecipa alla poule retrocessione.
Note:
Tre punti a vittoria, uno a pareggio, zero a sconfitta.

## Fase finale

### Classifica poule titolo
|  | Pos. | Squadra         | Pt | G  | V | N | P | GF | GS | DR  |
|  | ---- | --------------- | -- | -- | - | - | - | -- | -- | --- |
|  | 1.   | Porto           | 58 | 10 | 9 | 0 | 1 | 60 | 28 | +32 |
|  | 2.   | Barcelos        | 56 | 10 | 7 | 0 | 3 | 43 | 34 | +9  |
|  | 3.   | Oliveirense     | 43 | 10 | 5 | 1 | 4 | 43 | 42 | +1  |
|  | 4.   | Paço de Arcos   | 37 | 10 | 4 | 0 | 6 | 31 | 34 | -3  |
|  | 5.   | Portosantese    | 36 | 10 | 3 | 1 | 6 | 35 | 41 | -6  |
|  | 6.   | Juventude Viana | 27 | 10 | 1 | 0 | 9 | 26 | 59 | -33 |

Legenda:
  Vincitore della Coppa del Portogallo 2003-2004.
      Campione del Portogallo  e ammessa alla CERH Champions League 2004-2005.
      Eventuali altre squadre ammesse alla CERH Champions League 2004-2005.
      Ammessa in Coppa CERS 2004-2005.
Note:
Tre punti a vittoria, uno a pareggio, zero a sconfitta.
Vengono conservati metà dei punti della stagione regolare arrotondati per eccesso.

### Classifica poule salvezza
|  | Pos. | Squadra           | Pt | G  | V | N | P  | GF | GS | DR  |
|  | ---- | ----------------- | -- | -- | - | - | -- | -- | -- | --- |
|  | 1.   | Benfica           | 49 | 14 | 9 | 2 | 3  | 54 | 42 | +12 |
|  | 2.   | Gulpilhares       | 45 | 14 | 9 | 1 | 4  | 55 | 43 | +12 |
|  | 3.   | Nortecoope        | 43 | 14 | 8 | 3 | 3  | 66 | 46 | +20 |
|  | 4.   | Académico Cambra  | 38 | 14 | 8 | 1 | 5  | 58 | 39 | +19 |
|  | 5.   | Sanjoanense       | 38 | 14 | 9 | 0 | 5  | 45 | 37 | +8  |
|  | 6.   | Oeiras            | 23 | 14 | 4 | 1 | 9  | 52 | 65 | -13 |
|  | 7.   | Nafarros          | 13 | 14 | 2 | 1 | 11 | 41 | 61 | -20 |
|  | 8.   | Infante de Sagres | 13 | 14 | 2 | 1 | 11 | 45 | 83 | -38 |

Legenda:
      Ammessa in Coppa CERS 2004-2005.
      Retrocesse in 2ª Divisão 2004-2005.
Note:
Tre punti a vittoria, due a pareggio, uno a sconfitta.
Vengono conservati metà dei punti della stagione regolare arrotondati per eccesso.